# Live at Donnington
Live at Donnington è un album dal vivo dei Saxon uscito non ufficialmente nel 1996. È la testimonianza dello storico concerto tenuto dal gruppo al Festival Monsters of Rock a Castle Donington il 16 agosto 1980, che consacrò il gruppo al successo. Rimasto inedito per più di quindici anni, venne infine pubblicato nel 1996.

## Tracce
1. Motorcycle Man 3:42
2. Still Fit To Boogie 2:43
3. Freeway Mad 2:24
4. Backs To The Wall 3:24
5. Wheels Of Steel 4:23
6. Bap Shoo Ap 6:16
7. 747 (Strangers In The Night)  4:52
8. Stallions Of The Highway 3:19
9. Machine Gun 5:35
10. Backstage Interview 3:01

- Canzoni scritte dai Saxon.

## Live at Donnington 1980
È la riedizione edita nel 2000 di Live at Donnington  uscito nel 1996 con l'aggiunta di canzoni inedite tratte dalla raccolta non ufficiale Diamonds and Nuggets.

### Tracce
1. Motorcycle Man 3:42
2. Still Fit To Boogie 2:43
3. Freeway Mad 2:24
4. Backs To The Wall 3:24
5. Wheels Of Steel 4:23
6. Bap Shoo Ap 6:16
7. 747 (Strangers In The Night)  4:52
8. Stallions Of The Highway 3:19
9. Machine Gun 5:35
10. Midnight Rider (non presente nel Live at Donnington)  5:22
11. Frozen Rainbow (non presente nel Live at Donnington)  5:58
12. Backstage Interview 3:01

- Canzoni scritte dai Saxon.

## Formazione
- Biff Byford - voce
- Graham Oliver - chitarra
- Paul Quinn - chitarra
- Steve Dawson - basso
- Pete Gill - batteria